# جینی مک‌فرسون
جینی مک‌فرسون (انگلیسی: Jeanie MacPherson؛ ۱۸ مهٔ ۱۸۸۷ – ۲۶ اوت ۱۹۴۶) هنرپیشه و فیلم‌نامه‌نویس اهل ایالات متحده آمریکا بود. وی بین سال‌های ۱۹۰۸ تا ۱۹۴۶ میلادی فعالیت می‌کرد.

## گزیده فیلمشناسی

### هنرپیشگی
از فیلم‌ها یا برنامه‌های تلویزیونی که وی در آن نقش داشته‌است می‌توان به آثار زیر اشاره کرد.
- کارمن (فیلم سیسیل بی دومیل ۱۹۱۵) (۱۹۱۵)
- مرد و زن (فیلم ۱۹۱۹) (۱۹۱۹)
- رام کردن زن سرکش (فیلم ۱۹۰۸) (۱۹۰۸)
- دروغ (فیلم ۱۹۱۴) (۱۹۱۴)
- در ایتالیای کوچک (۱۹۰۹)
- شیطان (فیلم ۱۹۰۸) (۱۹۰۸)
- گوشه‌ای در گندم

### فیلمنامه‌نویسی
- تقلب (فیلم ۱۹۲۳) (۱۹۲۳)
- توتیای دریایی (فیلم ۱۹۱۳) (۱۹۱۳)
- دنده آدام (فیلم ۱۹۲۳) (۱۹۲۳)
- قتل شبه‌عمد (فیلم ۱۹۲۲) (۱۹۲۲)
- دینامیت (فیلم) (۱۹۲۹)
- هالیوود (فیلم ۱۹۲۳) (۱۹۲۳)
- برادر شیطان (۱۹۳۳)
- بوکانیر (فیلم ۱۹۳۸) (۱۹۳۸)
- باد وحشی را درو کن (۱۹۴۲)
- تقلب (فیلم ۱۹۱۵) (۱۹۱۵)
- ده فرمان (فیلم ۱۹۲۳) (۱۹۲۳)